# Jan van der Meer (1932)
Jan van der Meer (Garijp, 11 maart 1932 — Heerenveen, 30 september 2016) was een Nederlands burgemeester van de PvdA.
Vanaf 1950 heeft hij achtereenvolgens gewerkt bij de gemeenten Emmeloord, Heerenveen, Ameland, Dantumadeel en vanaf 1963 Steenwijk. Naast zijn werk studeerde hij rechten waarin hij ook is afgestudeerd. Bij de gemeente Steenwijk was hij referendaris/loco-secretaris voor hij begin 1976 benoemd werd tot burgemeester van Rauwerderhem. Bij de gemeentelijk herindeling in Friesland op 1 januari 1984 ging zijn gemeente op in de nieuwe gemeente Boornsterhem en werd Van der Meer benoemd tot burgemeester van de nieuwe gemeente Nijefurd. Met 42 jaar in overheidsdienst ging hij daar op 1 januari 1993 vervroegd met pensioen. Van der Meer was een van de initiatiefnemers voor het oprichten van het Jopie Huisman Museum en erelid van Koninklijke IJsvereniging Thialf. In 1993 werd hij Ridder in de Orde van Oranje Nassau.
Van der Meer is op 30 september 2016 overleden op 84-jarige leeftijd in zijn woonplaats Heerenveen.